# Ruscarius meanyi
Ruscarius meanyi är en fiskart som beskrevs av Jordan och Starks, 1895. Ruscarius meanyi ingår i släktet Ruscarius och familjen simpor. Inga underarter finns listade i Catalogue of Life.